# Щегловское сельское поселение (Кемеровская область)
Ще́гловское се́льское поселе́ние — упразднённое муниципальное образование в Кемеровском районе Кемеровской области. Центром сельского поселения является посёлок Щегловский.

## Географические данные
- Расположение: северо-запад Кемеровского района
- Общая площадь: 624 км²
- Граничит:
  - на севере — с Яшкинским районом
  - на востоке — с городом Берёзовский и Арсентьевским сельским поселением
  - на юге — с городом Кемерово
  - на западе — с Звездненским сельским поселением

Расстояние до города Кемерово — 40 км.

## История
Щегловское сельское поселение образовано 17 декабря 2004 года в соответствии с Законом Кемеровской области № 104-ОЗ.

## Население
| 2010  | 2011  | 2012  | 2013  | 2014  | 2015  | 2016  |
| ----- | ----- | ----- | ----- | ----- | ----- | ----- |
| 5536  | ↗5544 | ↘5502 | ↗5521 | ↗5631 | ↘5598 | ↗5644 |
| 2017  | 2018  | 2019  |       |       |       |       |
| ↘5629 | ↘5539 | ↘5493 |       |       |       |       |

## Состав сельского поселения
| №  | Населённый пункт | Тип населённого пункта          | Население |
| -- | ---------------- | ------------------------------- | --------- |
| 1  | Барановка        | село                            | 1152      |
| 2  | Верхотомское     | село                            | 1697      |
| 3  | Известковый      | посёлок                         | 30        |
| 4  | Новая Балахонка  | деревня                         | 254       |
| 5  | Новоподиково     | посёлок                         | 114       |
| 6  | Пещерка          | деревня                         | 151       |
| 7  | Подъяково        | деревня                         | 193       |
| 8  | Солнечный        | посёлок                         | 186       |
| 9  | Старая Балахонка | деревня                         | 106       |
| 10 | Сутункин Брод    | деревня                         | 2         |
| 11 | Усть-Хмелевка    | деревня                         | 295       |
| 12 | Черёмушки        | посёлок                         | 286       |
| 13 | Щегловский       | посёлок, административный центр | 1070      |

## Социальная сфера
На территории сельского поселения находятся четыре МОУ средних школ, три детских сада, две врачебные амбулатории. Также имеются три ДК, библиотеки. На территории работают четыре почтовых отделения.
В с. Верхотомское находится Государственное специальное учебно-воспитательное учреждение для детей и подростков с девиантым поведением «Кемеровская специальная общеобразовательная школа» имени народного учителя СССР Э. Г. Фельде — учреждение закрытого типа для мальчиков-подростков от 11 до 18 лет, совершивших общественно-опасные деяния, предусмотренные Уголовным кодексом РФ, нуждающихся в особых условиях воспитания и обучения и требующих специального педагогического подхода. Подростки направляются в спецшколу по постановлению суда на срок от 6 месяцев до 3-х лет.
На территории Кемеровской области спецшкола — единственное учреждение такого типа. С 2008 года школа сотрудничает с Томской и Новосибирской областями по содержанию, обучению и воспитанию несовершеннолетних, направленных постановлением суда на принудительное воспитание.

## Статистика
На территории поселений проживает 5906 человек, из них трудоспособного населения 3365 человек. Из неработающего населения проживает около 1477 пенсионеров и инвалидов, детей до 18 лет — 1064, из них 458 дошкольников, 606 учеников, студентов.
На территории Щегловского сельского поселения расположены 3 общеобразовательные школы, 2 детских сада, 2 дома культуры, 3 медпункта, 3 амбулатории, 4 библиотеки, 10 торговых точек (ПО «Щегловское»), ИП — 7 , 3 почтовых отделений связи, предприятия сельского хозяйства: «Васильев», «Овчинников», «Козобородов», «Халин».
Для верующих, исповедующих православие на территории Щегловского сельского поселения функционируют одна часовня в д. Подьяково и три церкви (п. Щегловский, с. Барановка, с. Верхотомское).
На всех выше перечисленных предприятиях 98 % рабочие места занимают жители Щегловского сельского поселения, тем не менее, рабочих мест недостаточно и на сегодняшний день в службе занятости состоит на учёте 15 % жителей.

## Экономика
- Основным видом экономической деятельности на территории поселения является сельское хозяйство — (производство молока, мяса, зерна, картофеля). Сельскохозяйственные угодья составляют 16800 га, пашня — 14 240 га. Поголовье крупного рогатого скота в фермерских и личных хозяйствах составляет 677 голов.
- ПО «Щегловское», ПО «Селянка» — производство продуктов питания, торговля.
- ООО «Север» — (производственное предприятие «ЖилКомСервиз») — 3 участка.
- ООО санаторий «Кедровый бор», ООО «Рассвет», ООО «Компания кедр» и ООО «Компания Кедр ЛСП», участок № 5 Кемеровского ДРСУ (строительство и ремонт автодорог).